# روبرت إم. ماكغفرن
روبرت إم. ماكغفرن (بالإنجليزية: Robert M. McGovern)‏ هو عسكري أمريكي، ولد في 1928 في واشنطن العاصمة في الولايات المتحدة، وتوفي في 30 يناير 1951 في كوريا في ممالك كوريا الثلاث.